# Bahnhof Berga-Kelbra
Bahnhof Berga-Kelbra ist der Name eines Keilbahnhofes der Gemeinde Berga und der Stadt Kelbra im Landkreis Mansfeld-Südharz.

## Geschichte
Der Bahnhof befindet sich auf dem Gebiet der Gemeinde Berga. Er liegt an der Bahnstrecke Halle–Hann. Münden, die von der Magdeburg-Leipziger Eisenbahn-Gesellschaft 1866 eröffnet wurde. Allerdings wurde die Station erst 1877 eingerichtet.
Seit 1890 ist er Ausgangspunkt für die Stichstrecke nach Rottleberode, 1923 nach Stolberg verlängert, seit 2011 ohne Personenverkehr, und von 1916 bis 1966 außerdem für die Kyffhäuser Kleinbahn über Kelbra, Sittendorf, Tilleda und Hackpfüffel nach Artern.
Am 21. Februar 1945 wurde auf der Strecke zwischen Berga-Kelbra und Aumühle ein vollbesetzter Schnellzug von amerikanischen Jagdbombern angegriffen. Nachdem sie den Dampfkessel der Lok zur Explosion gebracht hatten, richteten sie ihre Geschossgarben in die Wagen. 40 Menschen waren sofort tot.
Bis 2024 ist vorgesehen, die Bahnsteige zu erneuern und neue Zuwegungen zu bauen. Das Investitionsvolumen beträgt etwa 1.250.000 Euro.

## Verkehrsanbindung
| Linie                    | Linienverlauf                                                                                  | Takt (min)    | EVU     |
| ------------------------ | ---------------------------------------------------------------------------------------------- | ------------- | ------- |
| RE 8                     | Halle – Lutherstadt Eisleben – Berga-Kelbra – Nordhausen – Wolkramshausen – Leinefelde         | 120           | Abellio |
| RE 9                     | Halle – Lutherstadt Eisleben – Berga-Kelbra – Nordhausen – Eichenberg – Kassel-Wilhelmshöhe    | 120           | Abellio |
| RB 57                    | Sangerhausen – Berga-Kelbra – Nordhausen – Wolkramshausen – Leinefelde – Heilbad Heiligenstadt | einzelne Züge | Abellio |
| Stand: 10. Dezember 2023 |                                                                                                |               |         |

Vom Bahnhofsvorplatz verkehrt unter anderem der TaktBus des Bahn-Bus-Landesnetz Sachsen-Anhalt auf folgender Verbindung:
- Linie 450: Sangerhausen ↔ Tilleda ↔ Roßla ↔ Berga ↔ Stolberg ↔ Breitenstein

Diese Linie war nach der Abbestellung der Züge auf der Bahnstrecke Berga-Kelbra–Stolberg (Harz) eingerichtet worden.